# داليا مقبل
داليا مقبل (مواليد 8 يناير 1969) هي سبّاحة إيقاعية مصرية بدأت، مع 5 لاعبات أخريات، المشاركة النسائية المصرية في الألعاب الأولمبية الصيفية من خلال أولمبياد 1984 في لوس أنجلوس، وكانت حينها بعمر الـ15 فقط.

## المشاركة الأولمبية

### 1984
السباحة الإيقاعية - فردي
- - المرحلة التمهيدية — 73.367 نقطة (← التصفيات، المركز الـ44)
  - التصفيات — 155.767 نقطة (لم تتأهل، المركز الـ16)

السباحة الإيقاعية - زوجي
- سحر يوسف[5] وداليا مقبل[1]
  - المرحلة التمهيدية — 70.266 نقطة (← التصفيات، المركز الـ17)
  - التصفيات — 150.866 نقطة (لم تتأهل، المركز الـ17)

## روابط خارجية
- داليا مقبل على موقع أوليمبيديا (الإنجليزية)